# Paractinolaimus macrolaimus
Paractinolaimus macrolaimus är en rundmaskart. Paractinolaimus macrolaimus ingår i släktet Paractinolaimus, och familjen Actinolaimidae. Arten är reproducerande i Sverige.